# Mulher-Elástica
Mulher-Elástica é uma super-heroína que aparece em histórias em quadrinhos publicados pela DC Comics, principalmente como uma integrante da Patrulha do Destino. Foi criada pelo escritor Arnold Drake e pelo artista Bruno Premiani, a personagem apareceu pela primeira vez em My Greatest Adventure #80 (Junho de 1963).
A Mulher-Elástica apareceu em várias animações de televisão e filmes. Rita Farr fez sua primeira aparição em live-action como personagem convidada na série da DC Universe, Titans, e foi interpretada por April Bowlby. Ela também será uma das principais integrantes do elenco da série de spin-off, Doom Patrol.

## História de publicação
A Mulher-Elástica foi criada por Arnold Drake e Bruno Premiani. Ela apareceu pela primeira vez em My Greatest Adventure #80 (Junho de 1963). De acordo com Drake, o co-escritor da edição Bob Haney não foi trazido para o projeto até que a Mulher-Elástica fosse criada.

## Biografia da personagem
Rita Farr é uma medalhista olímpica de ouro na natação que virou atriz de Hollywood e que foi exposta a gases vulcânicos incomuns enquanto filmava um filme na África. Quando Farr se recupera, ela descobre que pode expandir ou encolher seu corpo à vontade - de centenas de metros de altura a meros centímetros de altura. Quando ela ganha maior controle de seus poderes, ela descobre que ela pode aumentar uma parte do corpo de cada vez.
Embora não seja fisicamente desfigurada, Rita inicialmente não tem controle sobre suas mudanças de tamanho, e é considerada uma aberração e uma ameaça, e se torna uma reclusa, deixando sua carreira de Hollywood em ruínas. No entanto, Rita é abordada pelo Dr. Niles Caulder (também conhecido como O Chefe), que oferece a ela um lugar entre os companheiros "freaks" que estão tentando usar seus poderes para o bem. Como Mulher-Elástica, ela se junta a equipe de Caulder, a Patrulha do Destino. Rita se apaixona e se casa com Steve Dayton, o herói Mento. Mais tarde, o casal adota o jovem Gar Logan, que se tornaria o Mutano dos Jovens Titãs.
No enredo de JLA: Year One, o Caçador de Marte diz a Rita que ele era um fã de seus "chiller pictures" e que ficou desapontado por ela não continuar fazendo filmes. Lisonjeada, ela o beija na bochecha e depois diz a ele que ela conheceu a atriz de Alien, Sigourney Weaver, e que ela tem certeza que ele iria aprová-la.
A tragédia ataca quando os inimigos da Patrulha do Destino, a Irmandade Negra, ameaçam uma pequena vila de pescadores da Nova Inglaterra. Os membros da Patrulha decidem se sacrificar para salvar os inocentes e são mortos em uma explosão. Mais tarde é revelado que vários membros da equipe realmente enganaram a morte (para aparecer em restaurações da Patrulha do Destino), embora a Mulher-Elástica permanecesse "morta" até Infinite Crisis.

### "Infinite Crisis"
Eu me lembro da explosão na ilha. E então nada além de escuridão. Eu deveria estar morta?
—Mulher-Elástica, Teen Titans #32, Março de 2006.
Quando o escritor-artista John Byrne reviveu a Patrulha do Destino em 2004, a Mulher-Elástica estava entre os membros da equipe reintroduzidos, como se nenhum dos eventos da continuidade anterior da Patrulha do Destino tivesse acontecido.
Esta situação foi explicada como um efeito posterior do Superboy-Prime batendo na barreira da realidade, que criou ondulações que mudaram a realidade de vários personagens, incluindo a da Patrulha do Destino original.
Os membros da Patrulha não guardam memórias de suas vidas anteriores - até que o Superboy-Prime quebra a barreira da Zona Fantasma durante sua batalha com os Novos Titãs e seus aliados. Naquele momento, suas mentes tiveram visões das patrulhas anteriores e Rita se lembrou de tudo - seu marido, seu filho e sua própria morte.
Rita é vista na edição #7 da história de 2005 Infinite Crisis como uma dos muitos heróis que defenderam a cidade de Metrópolis do exército que chamavam a si mesmos de Sociedade Secreta dos Supervilões. Ela pessoalmente enfrenta a gigante vilã Giganta.
Rita faz uma aparição na edição #50 da série de 2006-07, 52. Ela é vista em uma tela de monitoramento lutando contra o Adão Negro ao lado da Torre Inclinada de Pisa.
Infinite Crisis finalmente reconectou o reboot de Byrne fora de continuidade.

### One Year Later
Seguindo o enredo de "One Year Later", a Patrulha do Destino muda consideravelmente, perdendo vários membros e ganhando Mutano, Abelha e Vox.
A explicação para a ressurreição de Rita: O Chefe resgatou um pedaço do crânio da Mulher-Elástica e usou sua tecnologia para regenerar todo o corpo devido à sua forma maleável. Consequentemente, a Mulher-Elástica é muito dócil e reluta em questionar o Chefe. O Chefe sugere que sua forma maleável dificulta suas habilidades de raciocínio, levando à sua falta de iniciativa pessoal que a torna dependente de Caulder (também conhecido como O Chefe). Enquanto observa sua interação com o Chefe, Robin suspeita que o Chefe tenha feito lavagem cerebral em Rita e nos outros membros da Patrulha. O marido de Rita, Mento, está sob o controle de seu próprio capacete e acredita que sua esposa nunca o amaria sem ele.
Após sua batalha contra a Irmandade, os Titãs e a Patrulha do Destino testemunham o Chefe trabalhando para convencer o Demônio Vermelho de que ele é uma aberração e que os Titãs realmente não gostam dele. Isso motiva as equipes para confrontar o Chefe: Mento finalmente remove seu capacete e diz ao Chefe que ele não é mais o líder da Patrulha e se ele insultar novamente sua esposa e filho, ele usará seus poderes para destruir o intelecto do Chefe. Rita fica firmemente atrás do marido, saindo do controle do Chefe.
Na mais recente história da Patrulha do Destino, Rita muda seu codinome para "Mulher-Elástica". Foi revelado que quando o Chefe a recolheu, ele a fez usando protoplasma para eliminar "fraquezas", como ossos e órgãos internos, e, portanto, Rita não é mais humana. Quando ela dorme, Rita perde sua forma humana e se reverte a uma poça de gosma, tendo que se remodelar quando acorda todas as manhãs.

## Poderes e habilidades
Rita tem a capacidade de expandir e encolher seu corpo. Seus poderes de expansão permitem que ela se torne tão grande quanto um arranha-céu. Ela tem a capacidade de encolher a meros centímetros (durante uma aventura, ela foi exposta a um gás que a fez reduzir a uma escala microscópica e entrar em um universo subatômico; essa experiência não se repetiu). Rita pode diminuir ou expandir seletivamente partes de seu corpo. Como descrito em Patrulha do Destino de John Byrne (retransmitida de fora da existência), a Mulher-Elástica pode mudar o tamanho dos objetos e das pessoas tocando neles; quando ela os soltava, eles voltavam ao tamanho normal. Por causa de sua fisiologia protoplasmática, Rita pode regenerar qualquer parte de seu corpo. Ela pode reconstruir um rosto meio dilacerado ou uma perna rasgada e fazer crescer membros decepados.

## Recepção
A Mulher-Elástica foi classificada em 88º lugar na lista da "Comics Buyer's Guide" de "100 Sexiest Women in Comics".

## Em outras mídias

### Televisão

#### Live-action
- Rita Farr é referenciado em The Flash no episódio "Things You Can't Outrun", já que ela foi tema de um documentário chamado "The Rita Farr Story", que foi exibido em um cinema de Central City que Iris West e Barry Allen estavam.
- Rita Farr / Mulher-Elástica aparece em Titans, sendo interpretada por April Bowlby, que vai reprisar o papel na série Doom Patrol.[9]

#### Animação
- A Mulher-Elástica apareceu como integrante da Patrulha do Destino nas duas partes do episódio "Homecoming" da série Os Jovens Titãs, e foi dublada por Tara Strong. Sua capacidade de encolher não é demonstrada na série, exceto quando ela retorna de seu estado ampliado para seu tamanho normal.
- A Mulher-Elástica (ao lado dos membros da Patrulha do Destino: Chefe, Homem-Negativo, e Homem-Robô) aparece no episódio "The Last Patrol" da série Batman: The Brave and the Bold, sendo dublada por Olivia d'Abo. Nesta versão, ela ficou muito gorda e está se afogando em autopiedade devido a um acidente em Paris que desfez a Patrulha do Destino. Ela até foi mostrada fazendo isso em uma festa que ela realizou em sua mansão à beira-mar quando o Mutant Master e seus lacaios atacaram. Quando Batman e Chefe chegam, eles conseguem convencer a Mulher-Elástica a se juntar a eles e afastar o Mutant Master. Ela rapidamente perde peso antes de fazer isso. Em uma recriação do final da série Doom Patrol original, ela e seus companheiros de equipe sacrificam suas vidas mais tarde para impedir o General Zahl de detonar explosivos plantados na ilha de uma pequena vila de pescadores.
- Rita Farr aparece muito brevemente no episódio 'Image.' da série Justiça Jovem. Seu nome foi visto nos créditos de uma série de televisão fictícia chamada "Hello Megan", que estrelou uma adolescente Marie Logan (mãe de Garfield Logan).
- A Mulher-Elástica apareceu no curta "Doom Patrol" da DC Nation Shorts, e foi dublada por Kari Wahlgren.
- A Mulher-Elástica aparece na terceira temporada de Justiça Jovem, sendo dublado por Hynden Walch.

## Uso do nome
- No filme de 2004, Os Incríveis, o nome de super-heroína de Helena Pêra é "Mulher-Elástica" (dublada por Holly Hunter). A Pixar recebeu permissão da DC Comics para usar o nome no filme, desde que ele não fosse usado para marketing.